# Parapelecopsis conimbricensis
Espèce
Parapelecopsis conimbricensis est une espèce d'araignées aranéomorphes de la famille des Linyphiidae.

## Distribution
Cette espèce est endémique du Centre du Portugal.

## Description
Les mâles mesurent de 1,7 à 1,8 mm et la femelle 1,8 mm.

## Étymologie
Son nom d'espèce, composé de  conimbric[a] et du suffixe latin -ensis, « qui vit dans, qui habite », lui a été donné en référence au lieu de sa découverte, Coimbra.

## Publication originale
- Bosmans, Cardoso & Crespo, 2010 : A review of the linyphiid spiders of Portugal, with the description of six new species (Araneae: Linyphiidae). Zootaxa, no 2473, p. 1-67.